# Karetan
Karetan is een bestuurslaag in het regentschap Banyuwangi van de provincie Oost-Java, Indonesië. Karetan telt 2912 inwoners (volkstelling 2010).